# Кейранса тема
Те́ма Кейранса — тема в шаховій композиції триходового жанру. Суть теми — зірка чорного короля на других ходах варіантів триходової задачі, причому в кожному варіанті чорному королю надається лише одне тематичне поле.

## Історія
Цю ідею запропонував латиський шаховий композитор Петеріс Кейранс (28.03.1886 — 18.10.1947).
В задачі із завданням мату у три ходи є чотири тематичних варіанти. В кожному із варіантів на другому ході чорний король має можливість піти по діагоналі лише на одне поле, яке йому надають білі.
Чотири тематичних варіанта з ходами чорного короля утворюють «королівську зірку». Ідея дістала назву — тема Кейранса.
|   | a | b | c | d | e | f | g | h |   |
| 8 | c8 білий кінь · a7 чорний слон · d7 чорний пішак · f7 чорний пішак · b6 чорний пішак · d6 білий пішак · a5 чорний пішак · b5 білий король · d5 білий кінь · e5 чорний король · f5 білий пішак · g5 чорний пішак · a4 білий пішак · b4 чорний пішак · e4 білий слон · f4 біла тура · g4 білий пішак · h4 білий пішак · a3 білий пішак · f3 білий пішак · g1 білий слон | c8 білий кінь · a7 чорний слон · d7 чорний пішак · f7 чорний пішак · b6 чорний пішак · d6 білий пішак · a5 чорний пішак · b5 білий король · d5 білий кінь · e5 чорний король · f5 білий пішак · g5 чорний пішак · a4 білий пішак · b4 чорний пішак · e4 білий слон · f4 біла тура · g4 білий пішак · h4 білий пішак · a3 білий пішак · f3 білий пішак · g1 білий слон | c8 білий кінь · a7 чорний слон · d7 чорний пішак · f7 чорний пішак · b6 чорний пішак · d6 білий пішак · a5 чорний пішак · b5 білий король · d5 білий кінь · e5 чорний король · f5 білий пішак · g5 чорний пішак · a4 білий пішак · b4 чорний пішак · e4 білий слон · f4 біла тура · g4 білий пішак · h4 білий пішак · a3 білий пішак · f3 білий пішак · g1 білий слон | c8 білий кінь · a7 чорний слон · d7 чорний пішак · f7 чорний пішак · b6 чорний пішак · d6 білий пішак · a5 чорний пішак · b5 білий король · d5 білий кінь · e5 чорний король · f5 білий пішак · g5 чорний пішак · a4 білий пішак · b4 чорний пішак · e4 білий слон · f4 біла тура · g4 білий пішак · h4 білий пішак · a3 білий пішак · f3 білий пішак · g1 білий слон | c8 білий кінь · a7 чорний слон · d7 чорний пішак · f7 чорний пішак · b6 чорний пішак · d6 білий пішак · a5 чорний пішак · b5 білий король · d5 білий кінь · e5 чорний король · f5 білий пішак · g5 чорний пішак · a4 білий пішак · b4 чорний пішак · e4 білий слон · f4 біла тура · g4 білий пішак · h4 білий пішак · a3 білий пішак · f3 білий пішак · g1 білий слон | c8 білий кінь · a7 чорний слон · d7 чорний пішак · f7 чорний пішак · b6 чорний пішак · d6 білий пішак · a5 чорний пішак · b5 білий король · d5 білий кінь · e5 чорний король · f5 білий пішак · g5 чорний пішак · a4 білий пішак · b4 чорний пішак · e4 білий слон · f4 біла тура · g4 білий пішак · h4 білий пішак · a3 білий пішак · f3 білий пішак · g1 білий слон | c8 білий кінь · a7 чорний слон · d7 чорний пішак · f7 чорний пішак · b6 чорний пішак · d6 білий пішак · a5 чорний пішак · b5 білий король · d5 білий кінь · e5 чорний король · f5 білий пішак · g5 чорний пішак · a4 білий пішак · b4 чорний пішак · e4 білий слон · f4 біла тура · g4 білий пішак · h4 білий пішак · a3 білий пішак · f3 білий пішак · g1 білий слон | c8 білий кінь · a7 чорний слон · d7 чорний пішак · f7 чорний пішак · b6 чорний пішак · d6 білий пішак · a5 чорний пішак · b5 білий король · d5 білий кінь · e5 чорний король · f5 білий пішак · g5 чорний пішак · a4 білий пішак · b4 чорний пішак · e4 білий слон · f4 біла тура · g4 білий пішак · h4 білий пішак · a3 білий пішак · f3 білий пішак · g1 білий слон | 8 |
| 7 | c8 білий кінь · a7 чорний слон · d7 чорний пішак · f7 чорний пішак · b6 чорний пішак · d6 білий пішак · a5 чорний пішак · b5 білий король · d5 білий кінь · e5 чорний король · f5 білий пішак · g5 чорний пішак · a4 білий пішак · b4 чорний пішак · e4 білий слон · f4 біла тура · g4 білий пішак · h4 білий пішак · a3 білий пішак · f3 білий пішак · g1 білий слон | c8 білий кінь · a7 чорний слон · d7 чорний пішак · f7 чорний пішак · b6 чорний пішак · d6 білий пішак · a5 чорний пішак · b5 білий король · d5 білий кінь · e5 чорний король · f5 білий пішак · g5 чорний пішак · a4 білий пішак · b4 чорний пішак · e4 білий слон · f4 біла тура · g4 білий пішак · h4 білий пішак · a3 білий пішак · f3 білий пішак · g1 білий слон | c8 білий кінь · a7 чорний слон · d7 чорний пішак · f7 чорний пішак · b6 чорний пішак · d6 білий пішак · a5 чорний пішак · b5 білий король · d5 білий кінь · e5 чорний король · f5 білий пішак · g5 чорний пішак · a4 білий пішак · b4 чорний пішак · e4 білий слон · f4 біла тура · g4 білий пішак · h4 білий пішак · a3 білий пішак · f3 білий пішак · g1 білий слон | c8 білий кінь · a7 чорний слон · d7 чорний пішак · f7 чорний пішак · b6 чорний пішак · d6 білий пішак · a5 чорний пішак · b5 білий король · d5 білий кінь · e5 чорний король · f5 білий пішак · g5 чорний пішак · a4 білий пішак · b4 чорний пішак · e4 білий слон · f4 біла тура · g4 білий пішак · h4 білий пішак · a3 білий пішак · f3 білий пішак · g1 білий слон | c8 білий кінь · a7 чорний слон · d7 чорний пішак · f7 чорний пішак · b6 чорний пішак · d6 білий пішак · a5 чорний пішак · b5 білий король · d5 білий кінь · e5 чорний король · f5 білий пішак · g5 чорний пішак · a4 білий пішак · b4 чорний пішак · e4 білий слон · f4 біла тура · g4 білий пішак · h4 білий пішак · a3 білий пішак · f3 білий пішак · g1 білий слон | c8 білий кінь · a7 чорний слон · d7 чорний пішак · f7 чорний пішак · b6 чорний пішак · d6 білий пішак · a5 чорний пішак · b5 білий король · d5 білий кінь · e5 чорний король · f5 білий пішак · g5 чорний пішак · a4 білий пішак · b4 чорний пішак · e4 білий слон · f4 біла тура · g4 білий пішак · h4 білий пішак · a3 білий пішак · f3 білий пішак · g1 білий слон | c8 білий кінь · a7 чорний слон · d7 чорний пішак · f7 чорний пішак · b6 чорний пішак · d6 білий пішак · a5 чорний пішак · b5 білий король · d5 білий кінь · e5 чорний король · f5 білий пішак · g5 чорний пішак · a4 білий пішак · b4 чорний пішак · e4 білий слон · f4 біла тура · g4 білий пішак · h4 білий пішак · a3 білий пішак · f3 білий пішак · g1 білий слон | c8 білий кінь · a7 чорний слон · d7 чорний пішак · f7 чорний пішак · b6 чорний пішак · d6 білий пішак · a5 чорний пішак · b5 білий король · d5 білий кінь · e5 чорний король · f5 білий пішак · g5 чорний пішак · a4 білий пішак · b4 чорний пішак · e4 білий слон · f4 біла тура · g4 білий пішак · h4 білий пішак · a3 білий пішак · f3 білий пішак · g1 білий слон | 7 |
| 6 | c8 білий кінь · a7 чорний слон · d7 чорний пішак · f7 чорний пішак · b6 чорний пішак · d6 білий пішак · a5 чорний пішак · b5 білий король · d5 білий кінь · e5 чорний король · f5 білий пішак · g5 чорний пішак · a4 білий пішак · b4 чорний пішак · e4 білий слон · f4 біла тура · g4 білий пішак · h4 білий пішак · a3 білий пішак · f3 білий пішак · g1 білий слон | c8 білий кінь · a7 чорний слон · d7 чорний пішак · f7 чорний пішак · b6 чорний пішак · d6 білий пішак · a5 чорний пішак · b5 білий король · d5 білий кінь · e5 чорний король · f5 білий пішак · g5 чорний пішак · a4 білий пішак · b4 чорний пішак · e4 білий слон · f4 біла тура · g4 білий пішак · h4 білий пішак · a3 білий пішак · f3 білий пішак · g1 білий слон | c8 білий кінь · a7 чорний слон · d7 чорний пішак · f7 чорний пішак · b6 чорний пішак · d6 білий пішак · a5 чорний пішак · b5 білий король · d5 білий кінь · e5 чорний король · f5 білий пішак · g5 чорний пішак · a4 білий пішак · b4 чорний пішак · e4 білий слон · f4 біла тура · g4 білий пішак · h4 білий пішак · a3 білий пішак · f3 білий пішак · g1 білий слон | c8 білий кінь · a7 чорний слон · d7 чорний пішак · f7 чорний пішак · b6 чорний пішак · d6 білий пішак · a5 чорний пішак · b5 білий король · d5 білий кінь · e5 чорний король · f5 білий пішак · g5 чорний пішак · a4 білий пішак · b4 чорний пішак · e4 білий слон · f4 біла тура · g4 білий пішак · h4 білий пішак · a3 білий пішак · f3 білий пішак · g1 білий слон | c8 білий кінь · a7 чорний слон · d7 чорний пішак · f7 чорний пішак · b6 чорний пішак · d6 білий пішак · a5 чорний пішак · b5 білий король · d5 білий кінь · e5 чорний король · f5 білий пішак · g5 чорний пішак · a4 білий пішак · b4 чорний пішак · e4 білий слон · f4 біла тура · g4 білий пішак · h4 білий пішак · a3 білий пішак · f3 білий пішак · g1 білий слон | c8 білий кінь · a7 чорний слон · d7 чорний пішак · f7 чорний пішак · b6 чорний пішак · d6 білий пішак · a5 чорний пішак · b5 білий король · d5 білий кінь · e5 чорний король · f5 білий пішак · g5 чорний пішак · a4 білий пішак · b4 чорний пішак · e4 білий слон · f4 біла тура · g4 білий пішак · h4 білий пішак · a3 білий пішак · f3 білий пішак · g1 білий слон | c8 білий кінь · a7 чорний слон · d7 чорний пішак · f7 чорний пішак · b6 чорний пішак · d6 білий пішак · a5 чорний пішак · b5 білий король · d5 білий кінь · e5 чорний король · f5 білий пішак · g5 чорний пішак · a4 білий пішак · b4 чорний пішак · e4 білий слон · f4 біла тура · g4 білий пішак · h4 білий пішак · a3 білий пішак · f3 білий пішак · g1 білий слон | c8 білий кінь · a7 чорний слон · d7 чорний пішак · f7 чорний пішак · b6 чорний пішак · d6 білий пішак · a5 чорний пішак · b5 білий король · d5 білий кінь · e5 чорний король · f5 білий пішак · g5 чорний пішак · a4 білий пішак · b4 чорний пішак · e4 білий слон · f4 біла тура · g4 білий пішак · h4 білий пішак · a3 білий пішак · f3 білий пішак · g1 білий слон | 6 |
| 5 | c8 білий кінь · a7 чорний слон · d7 чорний пішак · f7 чорний пішак · b6 чорний пішак · d6 білий пішак · a5 чорний пішак · b5 білий король · d5 білий кінь · e5 чорний король · f5 білий пішак · g5 чорний пішак · a4 білий пішак · b4 чорний пішак · e4 білий слон · f4 біла тура · g4 білий пішак · h4 білий пішак · a3 білий пішак · f3 білий пішак · g1 білий слон | c8 білий кінь · a7 чорний слон · d7 чорний пішак · f7 чорний пішак · b6 чорний пішак · d6 білий пішак · a5 чорний пішак · b5 білий король · d5 білий кінь · e5 чорний король · f5 білий пішак · g5 чорний пішак · a4 білий пішак · b4 чорний пішак · e4 білий слон · f4 біла тура · g4 білий пішак · h4 білий пішак · a3 білий пішак · f3 білий пішак · g1 білий слон | c8 білий кінь · a7 чорний слон · d7 чорний пішак · f7 чорний пішак · b6 чорний пішак · d6 білий пішак · a5 чорний пішак · b5 білий король · d5 білий кінь · e5 чорний король · f5 білий пішак · g5 чорний пішак · a4 білий пішак · b4 чорний пішак · e4 білий слон · f4 біла тура · g4 білий пішак · h4 білий пішак · a3 білий пішак · f3 білий пішак · g1 білий слон | c8 білий кінь · a7 чорний слон · d7 чорний пішак · f7 чорний пішак · b6 чорний пішак · d6 білий пішак · a5 чорний пішак · b5 білий король · d5 білий кінь · e5 чорний король · f5 білий пішак · g5 чорний пішак · a4 білий пішак · b4 чорний пішак · e4 білий слон · f4 біла тура · g4 білий пішак · h4 білий пішак · a3 білий пішак · f3 білий пішак · g1 білий слон | c8 білий кінь · a7 чорний слон · d7 чорний пішак · f7 чорний пішак · b6 чорний пішак · d6 білий пішак · a5 чорний пішак · b5 білий король · d5 білий кінь · e5 чорний король · f5 білий пішак · g5 чорний пішак · a4 білий пішак · b4 чорний пішак · e4 білий слон · f4 біла тура · g4 білий пішак · h4 білий пішак · a3 білий пішак · f3 білий пішак · g1 білий слон | c8 білий кінь · a7 чорний слон · d7 чорний пішак · f7 чорний пішак · b6 чорний пішак · d6 білий пішак · a5 чорний пішак · b5 білий король · d5 білий кінь · e5 чорний король · f5 білий пішак · g5 чорний пішак · a4 білий пішак · b4 чорний пішак · e4 білий слон · f4 біла тура · g4 білий пішак · h4 білий пішак · a3 білий пішак · f3 білий пішак · g1 білий слон | c8 білий кінь · a7 чорний слон · d7 чорний пішак · f7 чорний пішак · b6 чорний пішак · d6 білий пішак · a5 чорний пішак · b5 білий король · d5 білий кінь · e5 чорний король · f5 білий пішак · g5 чорний пішак · a4 білий пішак · b4 чорний пішак · e4 білий слон · f4 біла тура · g4 білий пішак · h4 білий пішак · a3 білий пішак · f3 білий пішак · g1 білий слон | c8 білий кінь · a7 чорний слон · d7 чорний пішак · f7 чорний пішак · b6 чорний пішак · d6 білий пішак · a5 чорний пішак · b5 білий король · d5 білий кінь · e5 чорний король · f5 білий пішак · g5 чорний пішак · a4 білий пішак · b4 чорний пішак · e4 білий слон · f4 біла тура · g4 білий пішак · h4 білий пішак · a3 білий пішак · f3 білий пішак · g1 білий слон | 5 |
| 4 | c8 білий кінь · a7 чорний слон · d7 чорний пішак · f7 чорний пішак · b6 чорний пішак · d6 білий пішак · a5 чорний пішак · b5 білий король · d5 білий кінь · e5 чорний король · f5 білий пішак · g5 чорний пішак · a4 білий пішак · b4 чорний пішак · e4 білий слон · f4 біла тура · g4 білий пішак · h4 білий пішак · a3 білий пішак · f3 білий пішак · g1 білий слон | c8 білий кінь · a7 чорний слон · d7 чорний пішак · f7 чорний пішак · b6 чорний пішак · d6 білий пішак · a5 чорний пішак · b5 білий король · d5 білий кінь · e5 чорний король · f5 білий пішак · g5 чорний пішак · a4 білий пішак · b4 чорний пішак · e4 білий слон · f4 біла тура · g4 білий пішак · h4 білий пішак · a3 білий пішак · f3 білий пішак · g1 білий слон | c8 білий кінь · a7 чорний слон · d7 чорний пішак · f7 чорний пішак · b6 чорний пішак · d6 білий пішак · a5 чорний пішак · b5 білий король · d5 білий кінь · e5 чорний король · f5 білий пішак · g5 чорний пішак · a4 білий пішак · b4 чорний пішак · e4 білий слон · f4 біла тура · g4 білий пішак · h4 білий пішак · a3 білий пішак · f3 білий пішак · g1 білий слон | c8 білий кінь · a7 чорний слон · d7 чорний пішак · f7 чорний пішак · b6 чорний пішак · d6 білий пішак · a5 чорний пішак · b5 білий король · d5 білий кінь · e5 чорний король · f5 білий пішак · g5 чорний пішак · a4 білий пішак · b4 чорний пішак · e4 білий слон · f4 біла тура · g4 білий пішак · h4 білий пішак · a3 білий пішак · f3 білий пішак · g1 білий слон | c8 білий кінь · a7 чорний слон · d7 чорний пішак · f7 чорний пішак · b6 чорний пішак · d6 білий пішак · a5 чорний пішак · b5 білий король · d5 білий кінь · e5 чорний король · f5 білий пішак · g5 чорний пішак · a4 білий пішак · b4 чорний пішак · e4 білий слон · f4 біла тура · g4 білий пішак · h4 білий пішак · a3 білий пішак · f3 білий пішак · g1 білий слон | c8 білий кінь · a7 чорний слон · d7 чорний пішак · f7 чорний пішак · b6 чорний пішак · d6 білий пішак · a5 чорний пішак · b5 білий король · d5 білий кінь · e5 чорний король · f5 білий пішак · g5 чорний пішак · a4 білий пішак · b4 чорний пішак · e4 білий слон · f4 біла тура · g4 білий пішак · h4 білий пішак · a3 білий пішак · f3 білий пішак · g1 білий слон | c8 білий кінь · a7 чорний слон · d7 чорний пішак · f7 чорний пішак · b6 чорний пішак · d6 білий пішак · a5 чорний пішак · b5 білий король · d5 білий кінь · e5 чорний король · f5 білий пішак · g5 чорний пішак · a4 білий пішак · b4 чорний пішак · e4 білий слон · f4 біла тура · g4 білий пішак · h4 білий пішак · a3 білий пішак · f3 білий пішак · g1 білий слон | c8 білий кінь · a7 чорний слон · d7 чорний пішак · f7 чорний пішак · b6 чорний пішак · d6 білий пішак · a5 чорний пішак · b5 білий король · d5 білий кінь · e5 чорний король · f5 білий пішак · g5 чорний пішак · a4 білий пішак · b4 чорний пішак · e4 білий слон · f4 біла тура · g4 білий пішак · h4 білий пішак · a3 білий пішак · f3 білий пішак · g1 білий слон | 4 |
| 3 | c8 білий кінь · a7 чорний слон · d7 чорний пішак · f7 чорний пішак · b6 чорний пішак · d6 білий пішак · a5 чорний пішак · b5 білий король · d5 білий кінь · e5 чорний король · f5 білий пішак · g5 чорний пішак · a4 білий пішак · b4 чорний пішак · e4 білий слон · f4 біла тура · g4 білий пішак · h4 білий пішак · a3 білий пішак · f3 білий пішак · g1 білий слон | c8 білий кінь · a7 чорний слон · d7 чорний пішак · f7 чорний пішак · b6 чорний пішак · d6 білий пішак · a5 чорний пішак · b5 білий король · d5 білий кінь · e5 чорний король · f5 білий пішак · g5 чорний пішак · a4 білий пішак · b4 чорний пішак · e4 білий слон · f4 біла тура · g4 білий пішак · h4 білий пішак · a3 білий пішак · f3 білий пішак · g1 білий слон | c8 білий кінь · a7 чорний слон · d7 чорний пішак · f7 чорний пішак · b6 чорний пішак · d6 білий пішак · a5 чорний пішак · b5 білий король · d5 білий кінь · e5 чорний король · f5 білий пішак · g5 чорний пішак · a4 білий пішак · b4 чорний пішак · e4 білий слон · f4 біла тура · g4 білий пішак · h4 білий пішак · a3 білий пішак · f3 білий пішак · g1 білий слон | c8 білий кінь · a7 чорний слон · d7 чорний пішак · f7 чорний пішак · b6 чорний пішак · d6 білий пішак · a5 чорний пішак · b5 білий король · d5 білий кінь · e5 чорний король · f5 білий пішак · g5 чорний пішак · a4 білий пішак · b4 чорний пішак · e4 білий слон · f4 біла тура · g4 білий пішак · h4 білий пішак · a3 білий пішак · f3 білий пішак · g1 білий слон | c8 білий кінь · a7 чорний слон · d7 чорний пішак · f7 чорний пішак · b6 чорний пішак · d6 білий пішак · a5 чорний пішак · b5 білий король · d5 білий кінь · e5 чорний король · f5 білий пішак · g5 чорний пішак · a4 білий пішак · b4 чорний пішак · e4 білий слон · f4 біла тура · g4 білий пішак · h4 білий пішак · a3 білий пішак · f3 білий пішак · g1 білий слон | c8 білий кінь · a7 чорний слон · d7 чорний пішак · f7 чорний пішак · b6 чорний пішак · d6 білий пішак · a5 чорний пішак · b5 білий король · d5 білий кінь · e5 чорний король · f5 білий пішак · g5 чорний пішак · a4 білий пішак · b4 чорний пішак · e4 білий слон · f4 біла тура · g4 білий пішак · h4 білий пішак · a3 білий пішак · f3 білий пішак · g1 білий слон | c8 білий кінь · a7 чорний слон · d7 чорний пішак · f7 чорний пішак · b6 чорний пішак · d6 білий пішак · a5 чорний пішак · b5 білий король · d5 білий кінь · e5 чорний король · f5 білий пішак · g5 чорний пішак · a4 білий пішак · b4 чорний пішак · e4 білий слон · f4 біла тура · g4 білий пішак · h4 білий пішак · a3 білий пішак · f3 білий пішак · g1 білий слон | c8 білий кінь · a7 чорний слон · d7 чорний пішак · f7 чорний пішак · b6 чорний пішак · d6 білий пішак · a5 чорний пішак · b5 білий король · d5 білий кінь · e5 чорний король · f5 білий пішак · g5 чорний пішак · a4 білий пішак · b4 чорний пішак · e4 білий слон · f4 біла тура · g4 білий пішак · h4 білий пішак · a3 білий пішак · f3 білий пішак · g1 білий слон | 3 |
| 2 | c8 білий кінь · a7 чорний слон · d7 чорний пішак · f7 чорний пішак · b6 чорний пішак · d6 білий пішак · a5 чорний пішак · b5 білий король · d5 білий кінь · e5 чорний король · f5 білий пішак · g5 чорний пішак · a4 білий пішак · b4 чорний пішак · e4 білий слон · f4 біла тура · g4 білий пішак · h4 білий пішак · a3 білий пішак · f3 білий пішак · g1 білий слон | c8 білий кінь · a7 чорний слон · d7 чорний пішак · f7 чорний пішак · b6 чорний пішак · d6 білий пішак · a5 чорний пішак · b5 білий король · d5 білий кінь · e5 чорний король · f5 білий пішак · g5 чорний пішак · a4 білий пішак · b4 чорний пішак · e4 білий слон · f4 біла тура · g4 білий пішак · h4 білий пішак · a3 білий пішак · f3 білий пішак · g1 білий слон | c8 білий кінь · a7 чорний слон · d7 чорний пішак · f7 чорний пішак · b6 чорний пішак · d6 білий пішак · a5 чорний пішак · b5 білий король · d5 білий кінь · e5 чорний король · f5 білий пішак · g5 чорний пішак · a4 білий пішак · b4 чорний пішак · e4 білий слон · f4 біла тура · g4 білий пішак · h4 білий пішак · a3 білий пішак · f3 білий пішак · g1 білий слон | c8 білий кінь · a7 чорний слон · d7 чорний пішак · f7 чорний пішак · b6 чорний пішак · d6 білий пішак · a5 чорний пішак · b5 білий король · d5 білий кінь · e5 чорний король · f5 білий пішак · g5 чорний пішак · a4 білий пішак · b4 чорний пішак · e4 білий слон · f4 біла тура · g4 білий пішак · h4 білий пішак · a3 білий пішак · f3 білий пішак · g1 білий слон | c8 білий кінь · a7 чорний слон · d7 чорний пішак · f7 чорний пішак · b6 чорний пішак · d6 білий пішак · a5 чорний пішак · b5 білий король · d5 білий кінь · e5 чорний король · f5 білий пішак · g5 чорний пішак · a4 білий пішак · b4 чорний пішак · e4 білий слон · f4 біла тура · g4 білий пішак · h4 білий пішак · a3 білий пішак · f3 білий пішак · g1 білий слон | c8 білий кінь · a7 чорний слон · d7 чорний пішак · f7 чорний пішак · b6 чорний пішак · d6 білий пішак · a5 чорний пішак · b5 білий король · d5 білий кінь · e5 чорний король · f5 білий пішак · g5 чорний пішак · a4 білий пішак · b4 чорний пішак · e4 білий слон · f4 біла тура · g4 білий пішак · h4 білий пішак · a3 білий пішак · f3 білий пішак · g1 білий слон | c8 білий кінь · a7 чорний слон · d7 чорний пішак · f7 чорний пішак · b6 чорний пішак · d6 білий пішак · a5 чорний пішак · b5 білий король · d5 білий кінь · e5 чорний король · f5 білий пішак · g5 чорний пішак · a4 білий пішак · b4 чорний пішак · e4 білий слон · f4 біла тура · g4 білий пішак · h4 білий пішак · a3 білий пішак · f3 білий пішак · g1 білий слон | c8 білий кінь · a7 чорний слон · d7 чорний пішак · f7 чорний пішак · b6 чорний пішак · d6 білий пішак · a5 чорний пішак · b5 білий король · d5 білий кінь · e5 чорний король · f5 білий пішак · g5 чорний пішак · a4 білий пішак · b4 чорний пішак · e4 білий слон · f4 біла тура · g4 білий пішак · h4 білий пішак · a3 білий пішак · f3 білий пішак · g1 білий слон | 2 |
| 1 | c8 білий кінь · a7 чорний слон · d7 чорний пішак · f7 чорний пішак · b6 чорний пішак · d6 білий пішак · a5 чорний пішак · b5 білий король · d5 білий кінь · e5 чорний король · f5 білий пішак · g5 чорний пішак · a4 білий пішак · b4 чорний пішак · e4 білий слон · f4 біла тура · g4 білий пішак · h4 білий пішак · a3 білий пішак · f3 білий пішак · g1 білий слон | c8 білий кінь · a7 чорний слон · d7 чорний пішак · f7 чорний пішак · b6 чорний пішак · d6 білий пішак · a5 чорний пішак · b5 білий король · d5 білий кінь · e5 чорний король · f5 білий пішак · g5 чорний пішак · a4 білий пішак · b4 чорний пішак · e4 білий слон · f4 біла тура · g4 білий пішак · h4 білий пішак · a3 білий пішак · f3 білий пішак · g1 білий слон | c8 білий кінь · a7 чорний слон · d7 чорний пішак · f7 чорний пішак · b6 чорний пішак · d6 білий пішак · a5 чорний пішак · b5 білий король · d5 білий кінь · e5 чорний король · f5 білий пішак · g5 чорний пішак · a4 білий пішак · b4 чорний пішак · e4 білий слон · f4 біла тура · g4 білий пішак · h4 білий пішак · a3 білий пішак · f3 білий пішак · g1 білий слон | c8 білий кінь · a7 чорний слон · d7 чорний пішак · f7 чорний пішак · b6 чорний пішак · d6 білий пішак · a5 чорний пішак · b5 білий король · d5 білий кінь · e5 чорний король · f5 білий пішак · g5 чорний пішак · a4 білий пішак · b4 чорний пішак · e4 білий слон · f4 біла тура · g4 білий пішак · h4 білий пішак · a3 білий пішак · f3 білий пішак · g1 білий слон | c8 білий кінь · a7 чорний слон · d7 чорний пішак · f7 чорний пішак · b6 чорний пішак · d6 білий пішак · a5 чорний пішак · b5 білий король · d5 білий кінь · e5 чорний король · f5 білий пішак · g5 чорний пішак · a4 білий пішак · b4 чорний пішак · e4 білий слон · f4 біла тура · g4 білий пішак · h4 білий пішак · a3 білий пішак · f3 білий пішак · g1 білий слон | c8 білий кінь · a7 чорний слон · d7 чорний пішак · f7 чорний пішак · b6 чорний пішак · d6 білий пішак · a5 чорний пішак · b5 білий король · d5 білий кінь · e5 чорний король · f5 білий пішак · g5 чорний пішак · a4 білий пішак · b4 чорний пішак · e4 білий слон · f4 біла тура · g4 білий пішак · h4 білий пішак · a3 білий пішак · f3 білий пішак · g1 білий слон | c8 білий кінь · a7 чорний слон · d7 чорний пішак · f7 чорний пішак · b6 чорний пішак · d6 білий пішак · a5 чорний пішак · b5 білий король · d5 білий кінь · e5 чорний король · f5 білий пішак · g5 чорний пішак · a4 білий пішак · b4 чорний пішак · e4 білий слон · f4 біла тура · g4 білий пішак · h4 білий пішак · a3 білий пішак · f3 білий пішак · g1 білий слон | c8 білий кінь · a7 чорний слон · d7 чорний пішак · f7 чорний пішак · b6 чорний пішак · d6 білий пішак · a5 чорний пішак · b5 білий король · d5 білий кінь · e5 чорний король · f5 білий пішак · g5 чорний пішак · a4 білий пішак · b4 чорний пішак · e4 білий слон · f4 біла тура · g4 білий пішак · h4 білий пішак · a3 білий пішак · f3 білий пішак · g1 білий слон | 1 |
|   | a | b | c | d | e | f | g | h |   |

FEN: 2N5/b2p1p2/1p1P4/pK1NkPp1/Pp2BRPP/P4P2/8/6B1
1. Bf2! ~ Zz
1. ... gf    2. Sf6     Kxf6 3. Bd4#
1. ... Bb8 2. Scxb6 Kxd6 3. Sc4#
1. ... gh   2. Bxh4   Kd4  3. Bf6#
1. ... f6     2. Sde7  Kxf4  3. Sg6#